# Боргето Сан Вито (Пезаро и Урбино)
Боргето Сан Вито је насеље у Италији у округу Пезаро и Урбино, региону Марке.
Према процени из 2011. у насељу је живело 21 становника. Насеље се налази на надморској висини од 221 м.